# جورج مونيوث
جورج مونيوث (بالإنجليزية: George Muñoz)‏ هو سياسي أمريكي، ولد في 1951. حزبياً، نشط في الحزب الديمقراطي.